# Reti
I Reti erano un'antica popolazione tirsenica di lingua preindoeuropea e paleoeuropea, stanziata nelle Alpi Centro-orientali, tra Italia e Austria, la cui cultura materiale è identificata con la facies di Fritzens-Sanzeno della seconda età del ferro, in continuità con la precedente cultura di Luco-Meluno sviluppatasi tra la fine dell'età del bronzo e la prima età del ferro.
La civiltà retica aveva come epicentro l'attuale Trentino o comunque in generale tutto il Tirolo storico, sviluppandosi in tutta l'area prealpina veneta (Veronese, Vicentino, Trevigiano), nel Feltrino e nel Bellunese e infine allargandosi al di là delle Alpi fino all'Engadina nel Canton Grigioni in Svizzera, dove è localizzata Curia Raetorum (l'odierna Coira), allo Steinberg nel Tirolo nord-orientale, e alla Germania meridionale a sud del Danubio. La toponomastica più antica del Bellunese (es. Arten, Belluno, Cismon) e del Friuli (Ampezzo, Esemon, Fanna, Inglagna, Pisimoni, Senons, ecc.) dimostrerebbe una presenza, che potremmo per ora definire "pararetica", per tutta l'area alpina e prealpina della regione.
Secondo lo storico romano Plinio il Vecchio i Reti erano divisi in vari gruppi, riconducibili però a un'unica entità etnico-culturale di origine etrusca; questa molteplicità di comunità pone serie difficoltà agli studiosi nel delineare con precisione l'area da loro occupata. Ma «le evidenze archeologiche smentiscono decisamente tale rapporto di discendenza» dei Reti dagli Etruschi, mentre studi recenti di linguistica hanno confermato una parentela tra la lingua retica e quella etrusca, ipotizzando che la separazione tra le due lingue sia avvenuta in un momento della preistoria precedente all'età del bronzo, con «la comune origine della famiglia linguistica da collocare in tempi più antichi, almeno all’età neolitica ed eneolitica».
A seguito della conquista dell'arco alpino effettuata sotto l'imperatore Augusto tra il 16 a.C. e il 15 a.C. i popoli retici furono sottomessi a Roma, e successivamente inseriti nella provincia di Rezia.

## Etnonimo
Lo storico latino Plinio il Vecchio (23-79 d.C.) fa derivare il nome Reti dal re eponimo "Reto", comandante delle popolazioni etrusche che, stanziate nell'area padana, furono costrette a riparare sui monti alpini dall'arrivo dei Galli. Nelle iscrizioni in lingua retica l'etnonimo è attestato come Reite, Reituò, Reitu, Reitui, Ritie, Ritaliesi.

## Storia

### Le origini nelle fonti antiche
Il primo uso del termine "retico" risale a Catone il censore (234-149 a.C.), che lo utilizzò per descrivere un vino pregiato. Tre autori antichi, Tito Livio, Pompeo Trogo e Plinio il Vecchio, ci tramandano la discendenza dei Reti dagli Etruschi
Secondo lo storico latino Tito Livio (59 a.C. - 17 d.C.) i Reti "senza dubbio" discendono dagli Etruschi, ritirati sull'arco alpino a seguito delle invasioni celtiche nel nord Italia.
Autorevoli archeologi e storici dell'800, come Barthold Georg Niebuhr, Karl Otfried Müller, Theodor Mommsen, Wolfgang Helbig, Gaetano De Sanctis e Luigi Pareti, ribaltano la visione tradizionale degli autori classici di lingua latina e sostengono che siano gli Etruschi a migrare da nord nel Centro Italia, dai territori alpini dei Reti, e che quindi siano gli Etruschi a discendere dai Reti, e non viceversa.
Lo storico greco Strabone (58 a.C.-25 d.C. circa) descrive i Reti associandoli ai Vindelici, collocandoli tra Elvezi e Boi sopra "Verona e Como"; precisa inoltre che alla "stirpe retica" appartengono sia i Leponzi che i Camuni. Ma i Leponzi archeologicamente sono associati alla cultura di Golasecca dell’Italia nord-occidentale e linguisticamente alla famiglia celtica, mentre il rapporto linguistico tra la lingua camuna e quella retica è ancora oggetto di indagine.
(Strabone, Geografia, IV, 6.8)
Nel libro VII sempre Strabone descrive il territorio dei Reti, che si trova a cavallo delle Alpi tra il lago di Costanza e le terre degli Insubri in Italia:
(Strabone, Geografia, VII, 1.5)

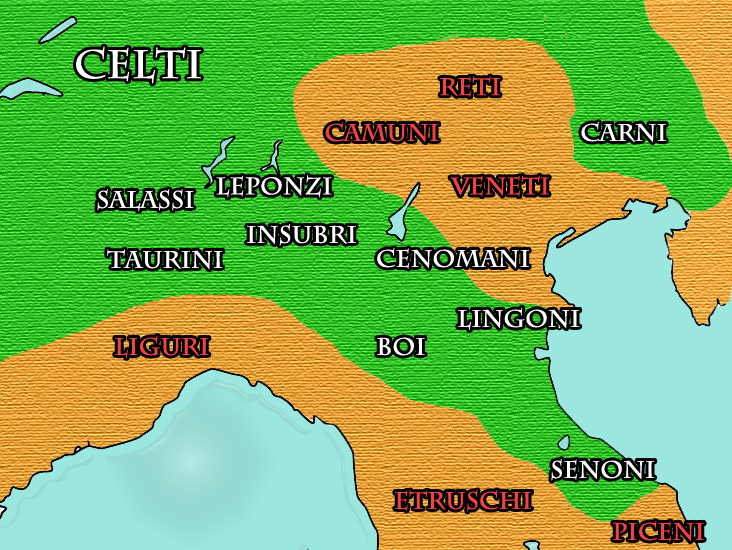
Le popolazioni della Gallia cisalpina

Lo storico latino Plinio il Vecchio (23-79 d.C.) nella sua Storia naturale ricorda che "le città dei Reti sono Feltre, Trento e Berua; dei Reti e degli Euganei è Verona, dei Carni Zuglio"; inoltre:
(Plinio il Vecchio, Naturalis historia, III, 24)

### I contatti con Etruschi e Celti
Durante l'età del ferro, soprattutto dal VI secolo a.C., si afferma nell'area tra il Tirolo e il Trentino la cultura di Fritzens-Sanzeno, che perdurerà fino alla conquista dell'area da parte di Roma, nel I secolo a.C., che segnerà appunto la fine di quest'epoca.
Dal VI secolo a.C. si segnala anche una significativa influenza etrusca nel nord-Italia, ponendosi di fatto come cultura mediatrice tra le popolazioni mediterranee e quelle transalpine. Il territorio della valle dell'Adige si presentava come la via più breve per giungere oltralpe, attraverso i due passi della Resia e del Brennero.
Tra la fine del V e l'inizio del IV secolo le popolazioni celtiche si insediano nella pianura Padana; tra i vari gruppi quello dei Celti Cenomani s'inserisce tra i fiumi Oglio e Adige, sostituendo gli Etruschi nei traffici con i Reti.
Alcuni studiosi ritengono che parte della popolazione dei Reti migrò verso l'Europa del nord insieme ai Celti, documentando ciò tramite una parentela con i Pitti.

### La conquista romana

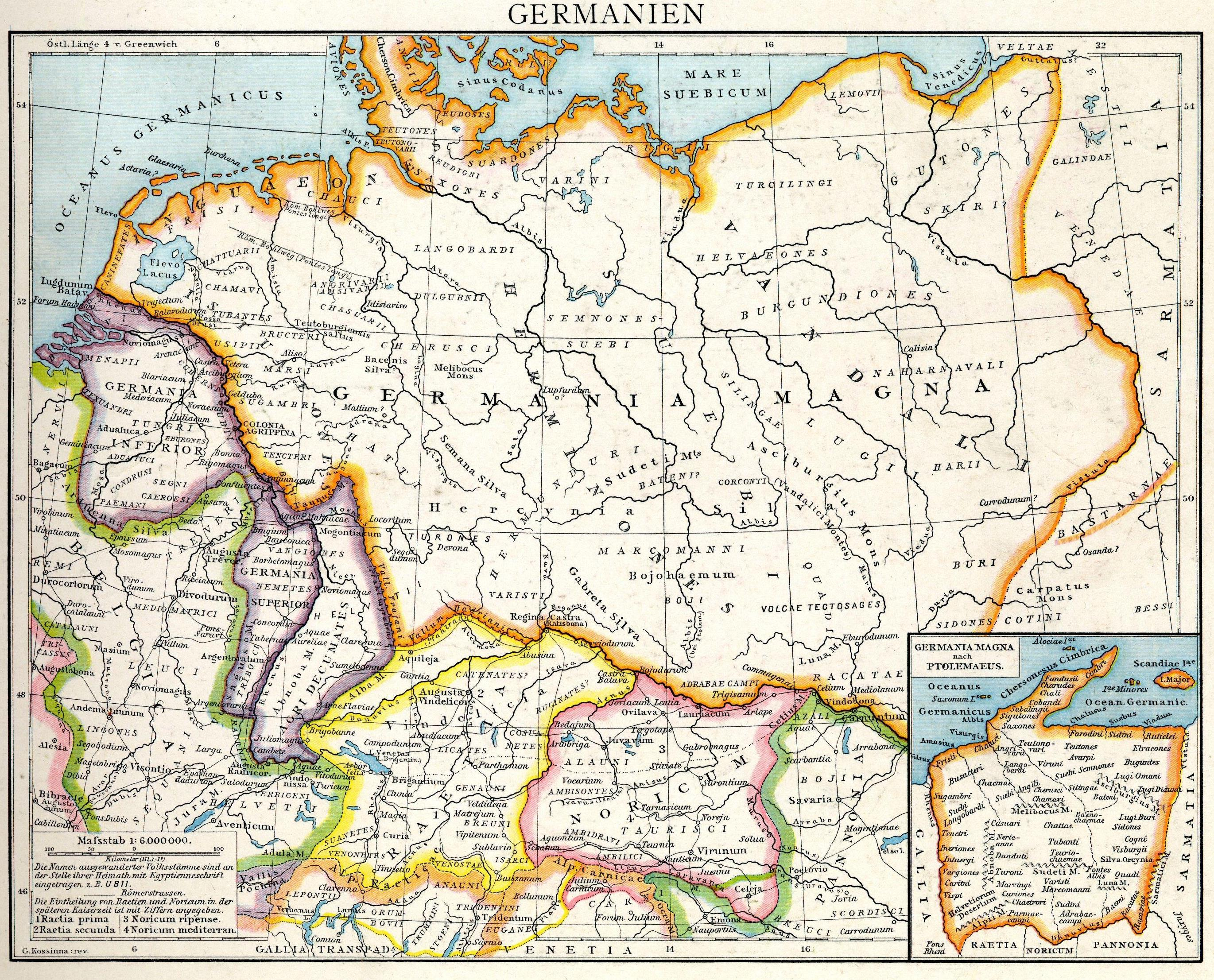
La provincia romana di Retia (in giallo) su una carta storica del 1886 disegnata da Johann Gustav Droysen.

L'azione romana di conquista è descritta dallo storico romano di lingua greca Cassio Dione (155-229): a seguito delle incursioni dei Reti nei territori romanizzati d'Italia, e delle loro pratiche cruente ("uccidevano persino tutti i maschi che c'erano tra i loro prigionieri, non solo quelli già nati, ma anche quelli che si trovavano ancora nel ventre delle donne, scoprendone il sesso in base ai responsi oracolari") Augusto inviò Druso e Tiberio alla conquista del loro territorio. Tiberio li assalì dal versante nord, attraversando il Lago di Costanza con delle imbarcazioni. Dopo averli sconfitti in battaglia, i Romani si preoccuparono di deportarne in altri luoghi un numero sufficiente, affinché non fossero progettate delle rivolte, lasciandone sul posto un numero esiguo, appena sufficiente per popolarne la terra.

## Società
Nelle antiche descrizioni i Reti appaiono come un popolo portato alla guerra e selvaggio, che non perdeva occasione per effettuare scorrerie ed attacchi verso i fondovalle già romanizzati. D'altro lato essi stessi erano visti come un ostacolo al transito tra i versanti nord e sud delle Alpi, in quanto obbligavano al pagamento di pedaggi e assalivano convogli. Si suppone che queste descrizioni siano state volutamente enfatizzate per giustificare la conquista delle Alpi da parte dei Romani.
I siti archeologici più importanti sono Sanzeno e Mechel in val di Non, il Doss Castel, il castelliere sul Col de Pigui nei pressi di Mazzin, e Laives: per tali insediamenti è possibile parlare di strutture protourbane. Si definisce Cultura di Fritzens-Sanzeno la cultura materiale retica, che prende il nome da queste due località (l'una nella valle dell'Inn e l'altra in Val di Non), che andò a sovrapporsi alle precedenti Cultura di Luco-Meluno e cultura di Hallstatt.
Nell'arco alpino sono ricordati alcuni gruppi culturali con affinità a quello di Fritzens Sanzeno:
| Gruppo                             | Regione                                                             | Affinità |
| ---------------------------------- | ------------------------------------------------------------------- | --- |
| Gruppo di Fritzens-Sanzeno         | Trentino e Alto-Adige                                               | Area propriamente retica identificata archeologicamente con la cultura di Fritzens-Sanzeno, estesa tra la Valle dell'Inn (Fritzens, Tirolo, Austria) e la Val di Non (Sanzeno, Trentino in Italia)                 |
| Gruppo di Magrè presso Schio       | Area prealpina del Vicentino e zone di alta pianura adiacenti       | Influssi della cultura di Fritzens-Sanzeno |
| Gruppo Val Camonica                | Area della Val Camonica, Val Sabbia, Val Trompia e Valli Giudicarie | Boccali con appiattimento presso l'ansa, alfabeto camuno. La lingua delle iscrizioni camune è considerata "pararetica", non propriamente retica. Forse vi era affinità, poiché non è certamente celtica o venetica |
| Gruppo di Feltre e Belluno         | Area del Bellunese, Cavaso e Montebelluna (TV)                      | Attestazione del culto di Tinia (Zeus etrusco) a Feltre |
| Gruppo dei Lessini                 | Area collinare a nord di Verona                                     | Toponimi retici: Calavena, Belluno (Veronese). Iscrizioni di Fumane (VR) attestanti il Pagus Arusnatium retico (C.I.L. 3915, 3926, 3928)                                                                           |
| Gruppo del Tirolo settentrionale   | Montagne dello Steinberg                                            | Diversi toponimi del Tirolo austriaco sono riconosciuti come retici. Iscrizioni in grotta con sorgente sul monte Steinberg                                                                                         |
| Gruppo alpino della Valle del Reno | Valle del Reno                                                      | Pressoché celtizzato in epoca protostorica |

## Religione
Nel 1960 Osmund Menghin ha avanzato l'ipotesi che i Reti non fossero una popolazione, quanto invece un "gruppo di culto", a cui si associa, per assonanza, il culto della divinità Reitia.

## Lingua
La scrittura retica, documentata a partire dal 500 a.C., è attestata da circa 280 iscrizioni testuali su 230 oggetti. Le iscrizioni retiche sono state trovate in un'area che comprende, in Italia, il Trentino, l'Alto-Adige e parte del Veneto settentrionale e occidentale, in Austria il Tirolo settentrionale, e la bassa Valle Engadina nel Canton Grigioni in Svizzera.
Analizzando le iscrizioni rinvenute sono state distinte due varianti grafiche: quella di Fritzens-Sanzeno e quella di Magrè (Vicenza)  Anche l’areale di diffusione delle iscrizioni retiche coincide con l'areale archeologico delle culture di Fritzens-Sanzeno da una parte e Magrè dall'altra.
Importante notare, come nell'Etrusco, l'assenza della lettera O. I Reti, sebbene con modalità diverse e più articolate, condivisero con i Venetici l'adozione dell'alfabeto etrusco.
Secondo il linguista tedesco Helmut Rix, il retico appartiene alla famiglia delle lingue tirseniche, insieme all'etrusco e alla lingua lemnia. Sulla scia di Rix, successivi studi di Stefan Schumacher, di Carlo De Simone e Simona Marchesini hanno ipotizzato che retico ed etrusco discendano da un «tirrenico comune» dal quale si sarebbero divisi in tempi remoti, prima dell'età del Bronzo.